# Mercedes-Benz EQE SUV
Mercedes-Benz X294 (eller Mercedes-Benz EQE SUV) är en elbil som den tyska biltillverkaren Mercedes-Benz introducerade i oktober 2022.
Versioner:
| Modell                    | Årsmodell | Motor                | Effekt | Vridmoment | Batterikapacitet            |
| ------------------------- | --------- | -------------------- | ------ | ---------- | --------------------------- |
| EQE350+                   | 2023-     | 1 st asynkronmotor   | 292 hk | 565 Nm     | 91 kWh litiumjonackumulator |
| EQE350 4Matic             | 2023-     | 2 st asynkronmotorer | 292 hk | 765 Nm     | 91 kWh litiumjonackumulator |
| EQE500 4Matic             | 2023-     | 2 st asynkronmotorer | 410 hk | 858 Nm     | 91 kWh litiumjonackumulator |
| AMG EQE43 4Matic          | 2023-     | 2 st asynkronmotorer | 476 hk | 858 Nm     | 91 kWh litiumjonackumulator |
| AMG EQE53 4Matic+         | 2023-     | 2 st asynkronmotorer | 626 hk | 950 Nm     | 91 kWh litiumjonackumulator |
| AMG EQE53 4Matic Dynamic+ | 2023-     | 2 st asynkronmotorer | 687 hk | 1000 Nm    | 91 kWh litiumjonackumulator |